# ヘンダーソン (ノースカロライナ州)
ヘンダーソン（英: Henderson）は、アメリカ合衆国ノースカロライナ州の都市。バンス郡の郡庁所在地である。人口は1万5060人（2020年）。
ノースカロライナ州の西部にはヘンダーソン郡があり、その郡庁所在地はヘンダーソンビル市なので、混同しないようにする必要がある。

## 歴史
ヘンダーソン市は元ノースカロライナ州最高裁判所長官レナード・ヘンダーソンにちなんで名付けられており、ヘンダーソンは市の近くに住み、初期開拓者ルイス・リービスの友人だった。市は1841年にノースカロライナ州議会により公式に認証された。
1881年にバンス郡が創設される以前、ヘンダーソンはグランビル郡の最東部に位置していた。
ヘンダーソン市内のアメリカ合衆国国家歴史登録財としては、アシュランド（プランテーションハウス）、ヘンダーソン中央事業歴史地区、ヘンダーソン消防署と市役所、図書館と実験室のビル・ヘンダーソン学校、ミッスルトー・ビラ、マリア・パーラム病院、ダニエル・ストーン板張りの家、バンス郡庁舎、ウェストエンド学校、ゾリコファーの法律事務所、バーカー邸がある。

## 地理
ヘンダーソンは北緯36度19分29秒 西経78度24分31秒 / 北緯36.32472度 西経78.40861度 (36.324753, -78.408536)に位置している。
アメリカ合衆国国勢調査局に拠れば、市域全面積は8.2平方マイル (21 km2)であり、このうち陸地8.2平方マイル (21 km2)、水域率は0.12%である。
ヘンダーソンは州間高速道路85号線とアメリカ国道1号線に近いという利点がある。ノースカロライナ州道39号線も市内を通っている。

## 人口動態
以下は2000年の国勢調査による人口統計データである。
| 基礎データ - 人口: 16,095 人 - 世帯数: 6,332 世帯 - 家族数: 4,122 家族 - 人口密度: 754.2人/km2（1,953.7 人/mi2） - 住居数: 6,870 軒 - 住居密度: 321.9軒/km2（833.9 軒/mi2） 人種別人口構成 - 白人: 32.76% - アフリカン・アメリカン: 59.17% - ネイティブ・アメリカン: 0.27% - アジア人: 0.64% - 太平洋諸島系: 0.02% - その他の人種: 2.36% - 混血: 0.77% - ヒスパニック・ラテン系: 5.13% | 年齢別人口構成 - 20歳未満: 27.4% - 20-24歳: 8.9% - 25-44歳: 26.8% - 45-64歳: 20.6% - 65歳以上: 16.4% - 年齢の中央値: 36歳 - 性比（女性100人あたり男性の人口） - 総人口: 82.2 - 18歳以上: 75.5 世帯と家族（対世帯数） - 18歳未満の子供がいる: 31.3% - 結婚・同居している夫婦: 34.1% - 未婚・離婚・死別女性が世帯主: 26.7% - 非家族世帯: 34.9% - 単身世帯: 30.7% - 65歳以上の老人1人暮らし: 14.4% - 平均構成人数 - 世帯: 2.47人 - 家族: 3.05人 | 収入と家計 - 収入の中央値 - 世帯: 23,745米ドル - 家族: 30,222米ドル - 性別 - 男性: 26,804米ドル - 女性: 19,910米ドル - 人口1人あたり収入: 15,130米ドル - 貧困線以下 - 対人口: 28.3% - 対家族数: 23.4% - 18歳未満: 40.5% - 65歳以上: 20.9% |

コントリビューターズ・ガゼットの都市統計に拠れば、ヘンダーソンはノースカロライナ州の安全な都市10傑の第7位に挙げられていた。

## 著名な出身者
- ベン・E・キング、ソウル歌手、ドリフターズのリードシンガー、ヒット曲『スタンド・バイ・ミー』を作詞・作曲した